# Famille Taparelli
La famille Taparelli est une famille éteinte de noblesse italienne d'ancienne extraction, issue des vicomtes d'Auriate, originaire de Lagnasco (Piémont).
La juridiction de la famille sur le fief de Lagnasco remonte à des temps immémoriaux et cesse avec l'abolition de la féodalité en Piémont en 1797.

## Personnalités
- Aymon Taparelli, bienheureux italien,
- Roberto Taparelli d'Azeglio, homme politique italien,
- Giovanni Maria Tapparelli, évêque de Saluce,
- César Taparelli d'Azeglio (it), catholique dévoué à la maison de Savoie,
- Massimo d'Azeglio, penseur du Risorgimento, premier ministre,
- Luigi Taparelli, inventeur de la justice sociale,
- Vittorio Emanuele Taparelli d'Azeglio (it), ministre du royaume de Sardaigne, cofondateur du Saint James Club de Londres,
- Alfonso Taparelli di Lagnasco, épouse Isabelle de Savoie-Carignan, fille de d'Emmanuel-Philibert de Savoie-Carignan.

## Titres
- Marquis d'Azeglio (1788), Montanara (1734),
- Comte de Genola, Cortandone, Lagnasco,
- Seigneur de Montechiaro.

## Alliances
Les principales alliances sont : di Savoie, de Villafalletto, Falletti di Pocapaglia, di Solere, Brizio di Castellazzo, Muratore di Cervere, di Ceva, Operti di Cervasca, Solaro di Macello, Beggiami di Clavesana, de Valpergue (it).

## Galerie

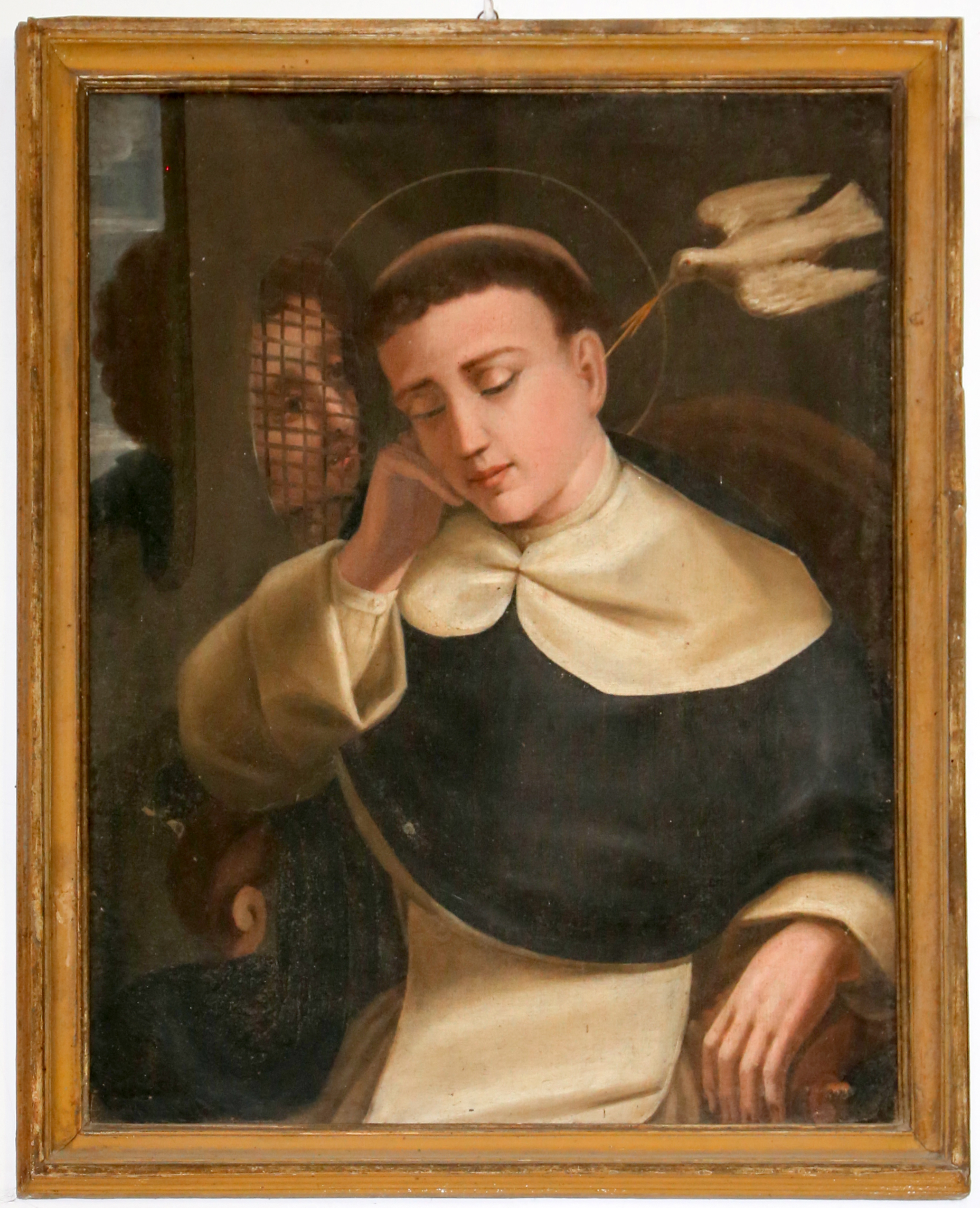
Aimon Taparelli, bienheureux italien.
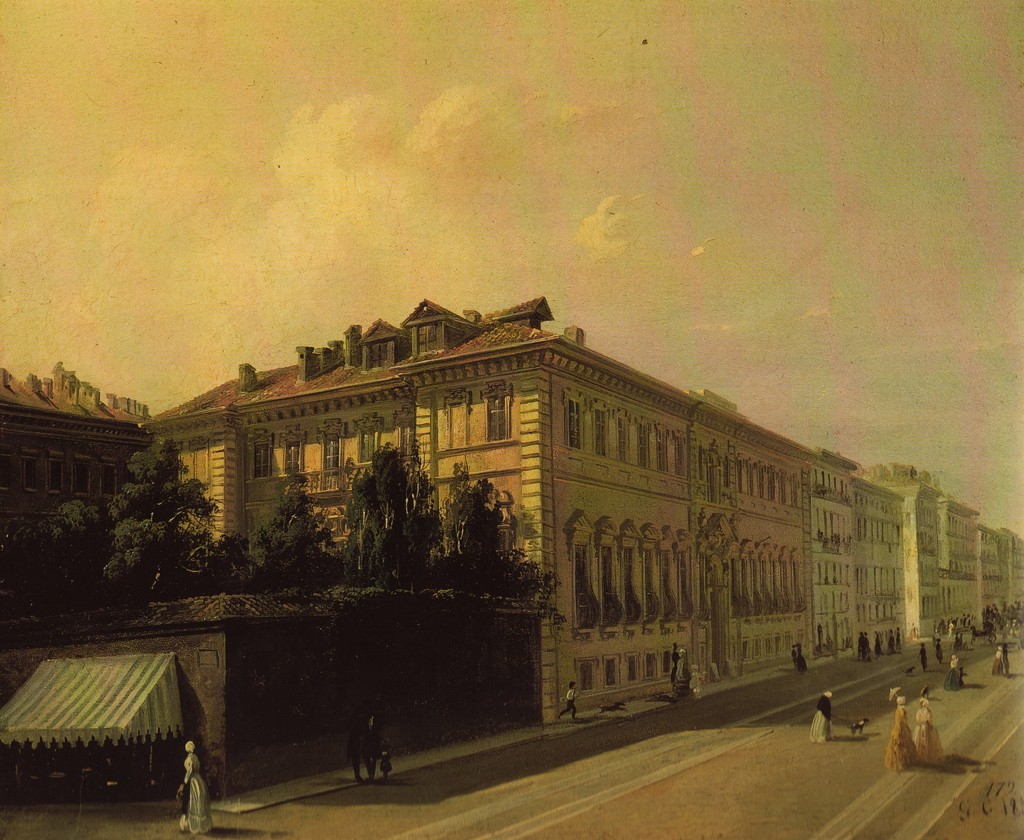
Gieseppe Camino, Palais Taparelli d'Azeglio, Turin.
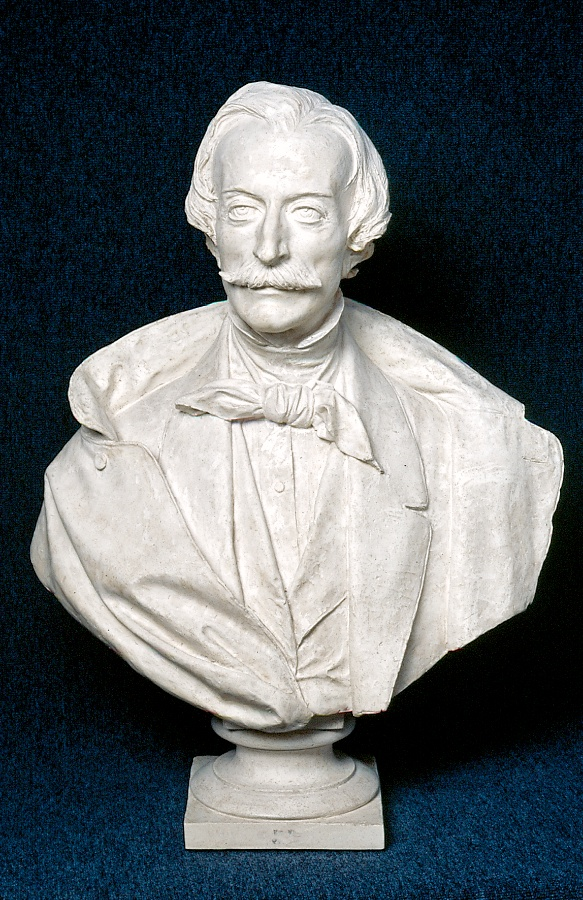
Buste de Massimo D'Azeglio, Vincenzo Vela, 1855-1865
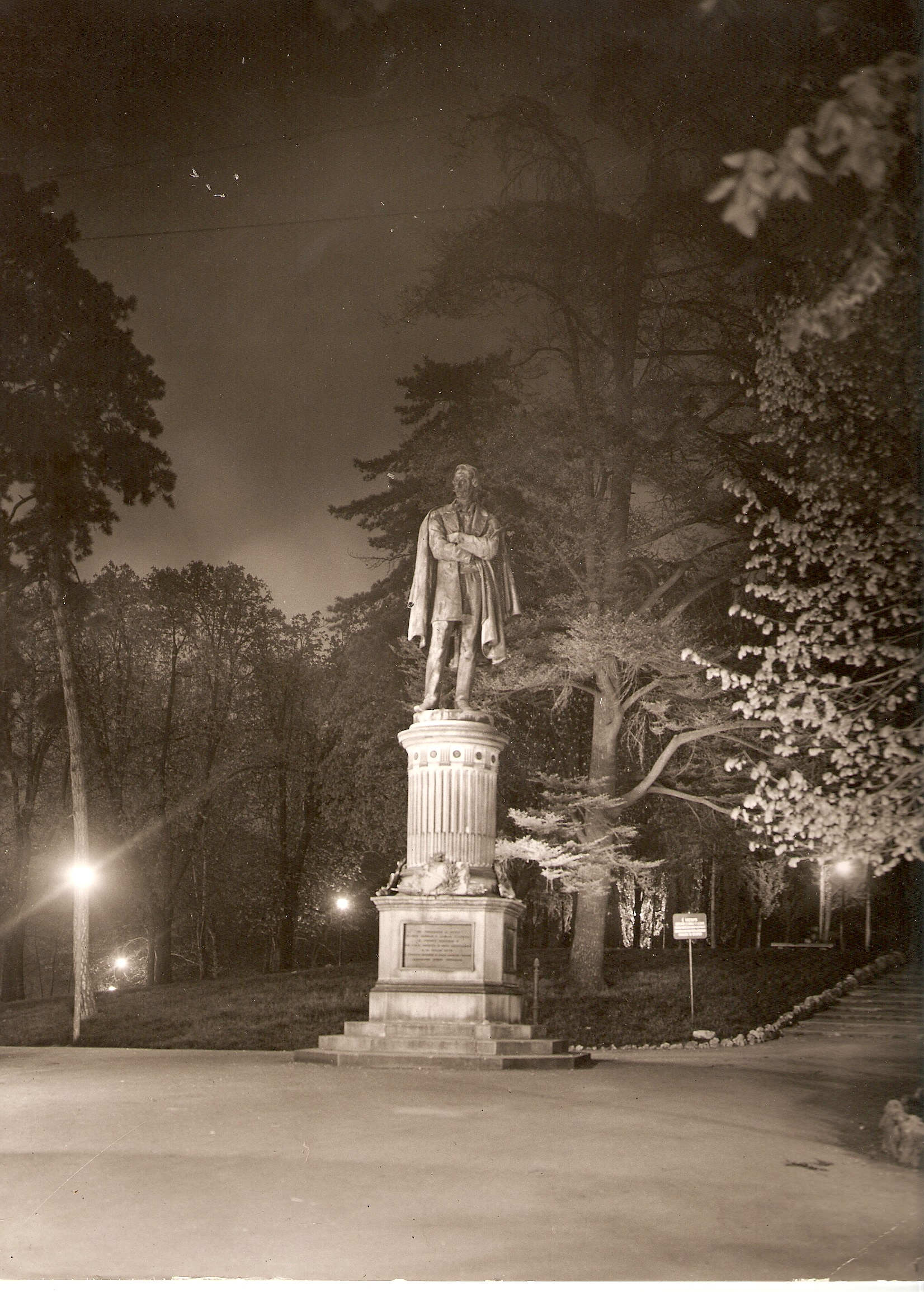
Monument à Massimo d'Azeglio, Parc Valentino, Turin.
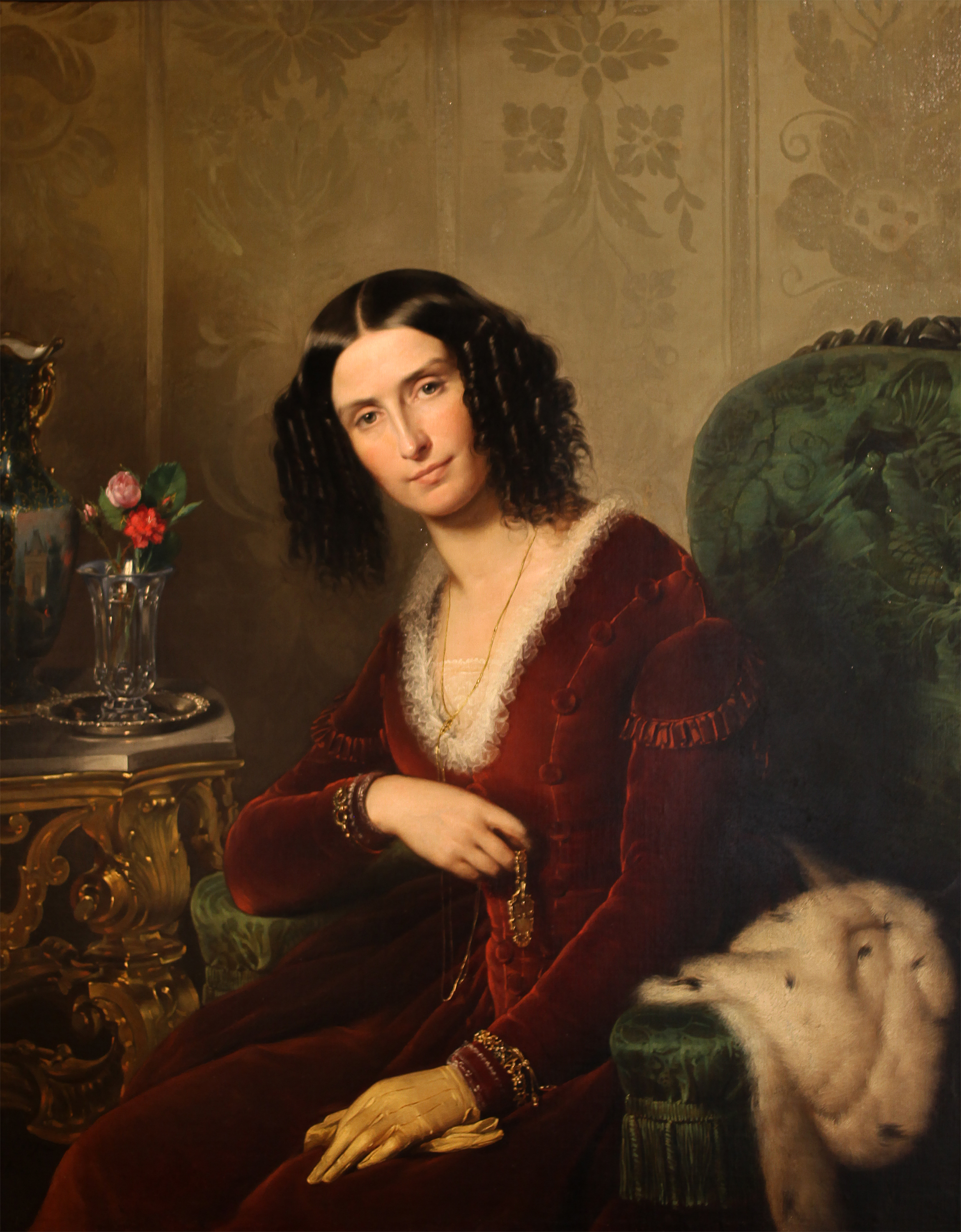
La seconde épouse de Taparelli d'Azeglio, Luisa Maumary, portrait d'Eliseo Sala.
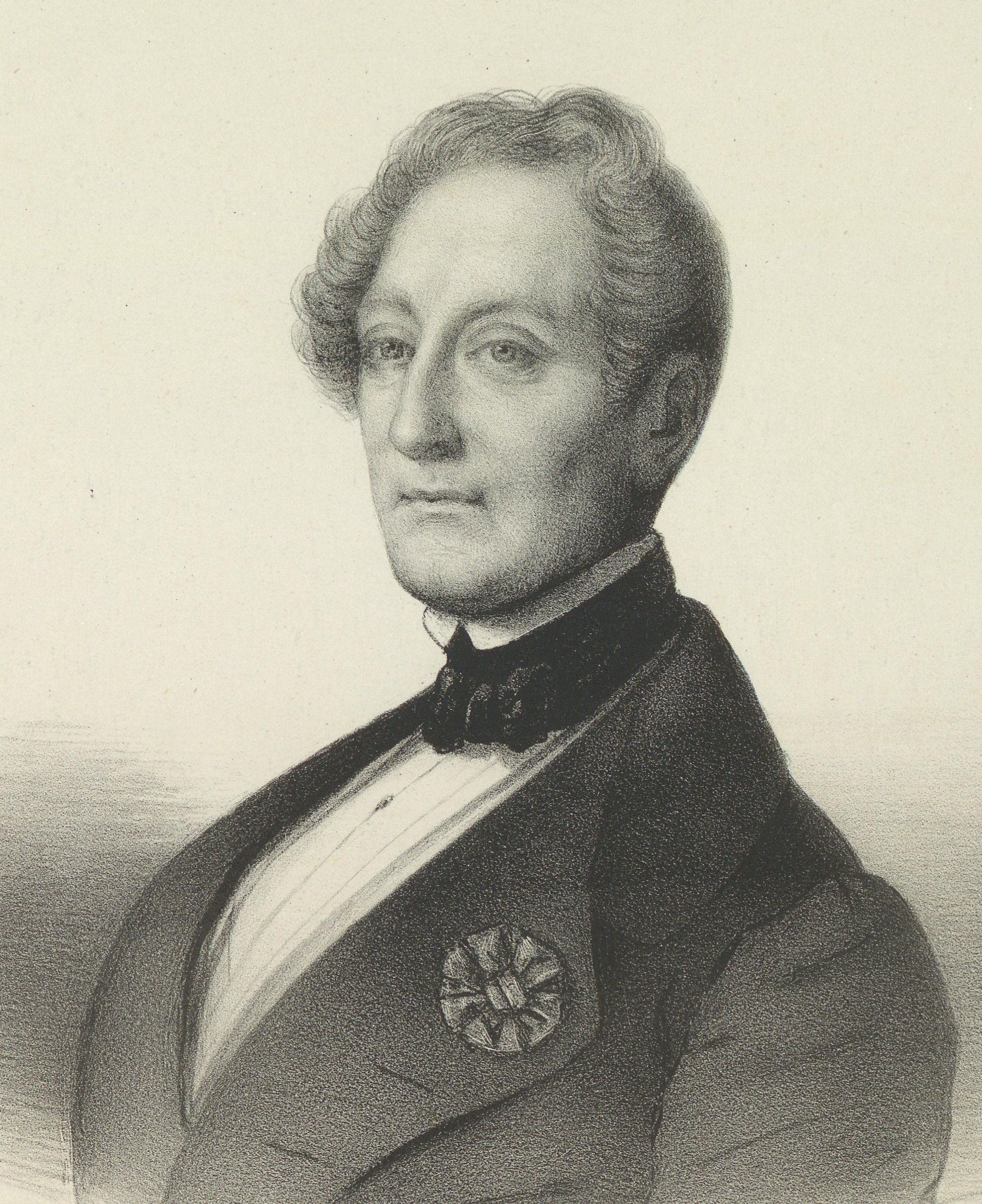
Roberto Taparelli d'Azeglio, sénateur du royaume de Sardaigne.
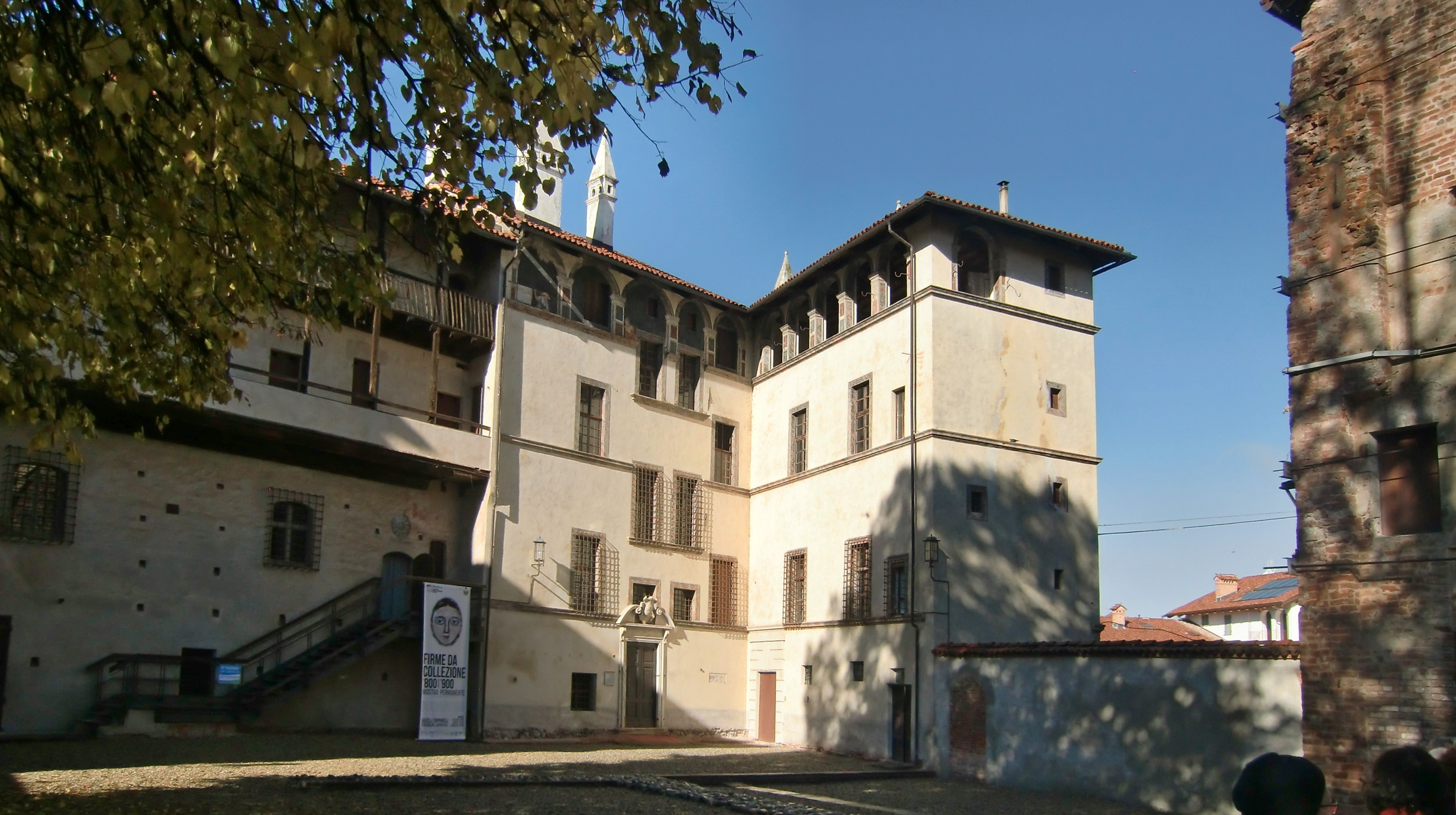
Château Taparelli de Lagnasco.
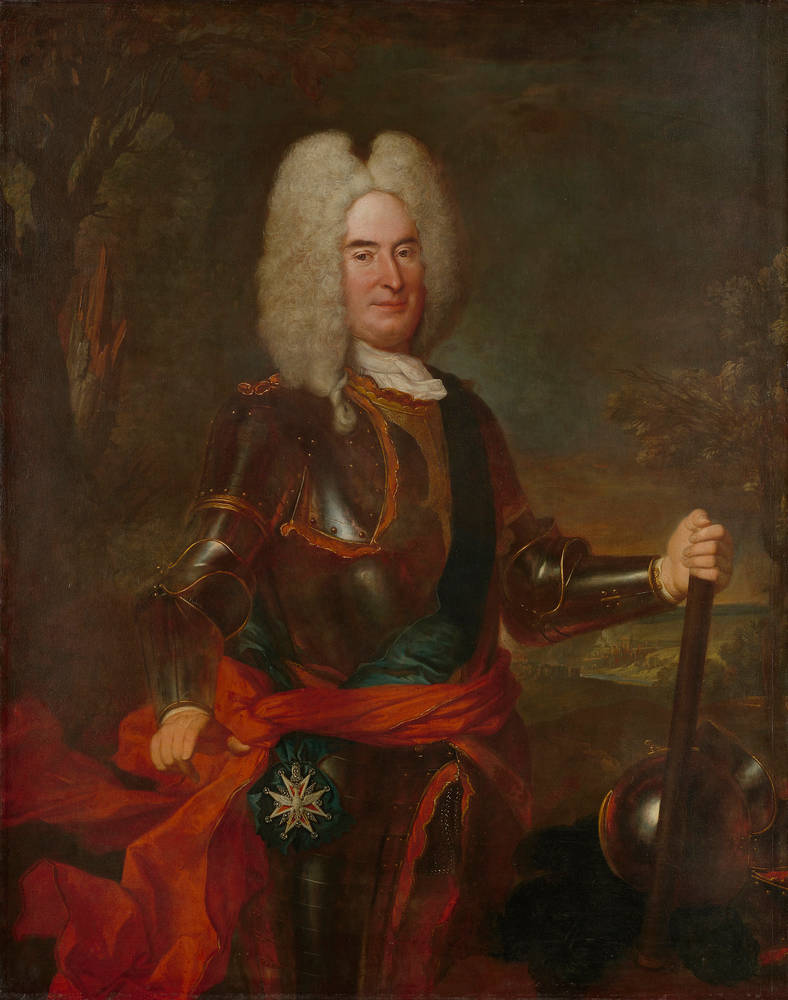
Général Pierre Robert Taparelli, comte de Lagnasco par Louis de Silvestre.